# Waldemar Valdi / Zespół Jazzowy Charles Bovery
Waldemar Valdi / Zespół Jazzowy Charles Bovery – split album nagrany przez polskiego pianistę Waldemara Maciszewskiego, występującego pod pseudonimem Waldemar Valdi oraz Zespół Jazzowy Charlesa Bovery'ego.
Nagrania zarejestrowane jeszcze przez Zakład Nagrań Dźwiękowych wytwórni Muza, wydane zostały przez Polskie Nagrania „Muza” w 1955 na 10" LP (L 0065, str.A matryca W-63). Płyta zawierała popularną muzykę taneczną z elementami jazzu. Po jednej jej stronie umieszczono nagrania pianisty, który w latach 40. i 50. był jednym z muzyków grających w pierwszych polskich zespołach jazzowych. Waldemarowi Maciszewskiemu towarzyszyła sekcja rytmiczna.
Drugą stronę albumu zajmują nagrania Zespołu Jazzowego Charlesa Bovery'ego, Czecha, który znalazł się w Warszawie podczas niemieckiej okupacji i został w Polsce po zakończeniu wojny (na kilkanaście lat). Prowadził orkiestrę występującą w różnych lokalach rozrywkowych, jeżdżąc później z koncertami po całej Polsce. W jego zespole grało w tym czasie wielu czołowych polskich muzyków (np. Juliusz Skowroński czy Franciszek Górkiewicz).
Te same nagrania Waldemara Maciszewskiego wydane były wcześniej przez Muzę na dwóch płytach singlowych (odtwarzanych z prędkością 78 obr./min.). Były to płyty Tico Tico i Hop, hop. Podobnie było z nagraniami zespołu Charlesa Bovery'ego, które Muza wydała wcześniej na singlach : Cumana i Błękitne niebo.

## Muzycy
- Waldemar Valdi – fortepian (1 – 4)
- sekcja rytmiczna (1 – 4)
- Zespół Jazzowy Charlesa Bovery'ego (5 – 8)

## Lista utworów
Strona A
| 1. | „Tico-tico” rumba (Zequinha Abreu)  | 2:23  |
|    |                                     |       |
| 2. | „Twoje oczy” beguine (Morton Gould) | 2:57  |
|    |                                     |       |
| 3. | „Hop, hop” foxtrot (W. Valdi)       | 2:51  |
|    |                                     |       |
| 4. | „Alexander” foxtrot (Irving Berlin) | 2:14  |
|    |                                     |       |
|    |                                     | 10:25 |
|    |                                     |       |
Strona B
| 5. | „Cumana” samba (Barclay Allen)1           | 3:05  |
|    |                                           |       |
| 6. | „Maj w Paryżu” (Carl-Henrik Norin)        | 2:41  |
|    |                                           |       |
| 7. | „My Blue Heaven” swing (Walter Donaldson) | 2:49  |
|    |                                           |       |
| 8. | „Signora” swing (Jochen Petersen)         | 3:05  |
|    |                                           |       |
|    |                                           | 11:40 |
|    |                                           |       |
1 na oryginalnej naklejce płyty podano błędnie: A.Barclay.